# Carl Siegener
Carl Ludwig August Siegener (* 4. September 1798 in Celle; † 10. Februar 1827 am Arroio Lichiguana bei Bagé in Brasilien) war ein Königlich Hannoverscher und brasilianischer Soldat im Bereich der Raketenwaffen. Er gilt als „Pionier und erster Märtyrer der brasilianischen Raketenwaffe“.

## Leben
Siegener, Sohn des Distriktbaumeisters Johann Georg Friedrich Wilhelm Siegener und Johanna Dorothea Caroline Behrens, wurde im Kurfürstentum Hannover zur Zeit der Personalunion zwischen Großbritannien und Hannover geboren und wuchs in die sogenannte „Franzosenzeit“ hinein.
Kurz nach Vollendung des 15. Lebensjahrs trat er vermutlich als Freiwilliger am 17. September 1813 in das neue Hannoversche Jägercorps, die „Kielmannseggeschen Jäger“ von Friedrich von Kielmansegg ein, erhielt am 21. April 1814 seinen Abschied und wechselte mit Fähnrichsrang zum Feldbataillon Bremen. Siegener war am 6. Mai 1814 als Fähnrich in das zunächst in Celle stationierte 2. Infanterie-Regiment in die Hannoversche Armee eingetreten, lernte dort den Einsatz von Congreve-Raketen kennen und wurde später mit der Verleihung der Waterloo-Medaille geehrt.
Siegener wurde für die brasilianische Armee angeworben und traf im Februar 1826 in Rio de Janeiro ein. Er wurde als Tenente dem 3. Grenadier-Bataillon zugeordnet. Im argentinisch-brasilianischen Krieg schlug Siegener seinen Vorgesetzten, unter ihnen der aus Preußen stammende Feldmarschall Gustav Heinrich Gottlieb von Braun, die Verwendung von Congreve-Raketen in der Schlacht von Ituzaingó vor. Braun hatte die Raketen während eines Aufenthalts in Europa kennengelernt und wollte sie im brasilianischen Heer einführen. Für den ersten Demonstrationseinsatz vor dem Generalstab bereitete Siegener am 7. Februar 1827 drei Raketen vor, wobei er die Zündladung wegen des feuchten Wetters größer als vom Hersteller vorgesehen wählte. Nach der Zündung flogen die ersten zwei Raketen deutlich kürzere Strecken als geplant, die dritte explodierte am Abschussort und verletzte Siegener schwer. Er sollte in ein Lazarett in Caçapava do Sul gebracht werden, verstarb aber drei Tage später auf dem Weg dorthin.
Durch eine Notiz im Kriegstagebuch des Ingenieurleutnants und Vermessers Anton Adolf Friedrich Seweloh ging Siegener, wie Helmut Andrä formulierte, in die brasilianische Geschichte ein.